# New England Sports Ventures
New England Sports Ventures (NESV) este o companie americană de investiții în sport care are în proprietate echipa de baseball Boston Red Sox și clubul de fotbal FC Liverpool.

## Parteneri
- John W. Henry - Patron
- Thomas C. Werner - Președinte
- Thomas R. DiBenedetto
- Michael Egan
- David Ginsberg
- Michael Gordon
- John A. Kaneb
- Seth Klarman
- Larry Lucchino
- Henry F. McCance
- Phillip H. Morse
- The New York Times Company
- Art Nicholas
- Frank Resnek
- Martin Trust
- Jeffrey Vinik